# إصلاح إسبانيا الضريبي 1845

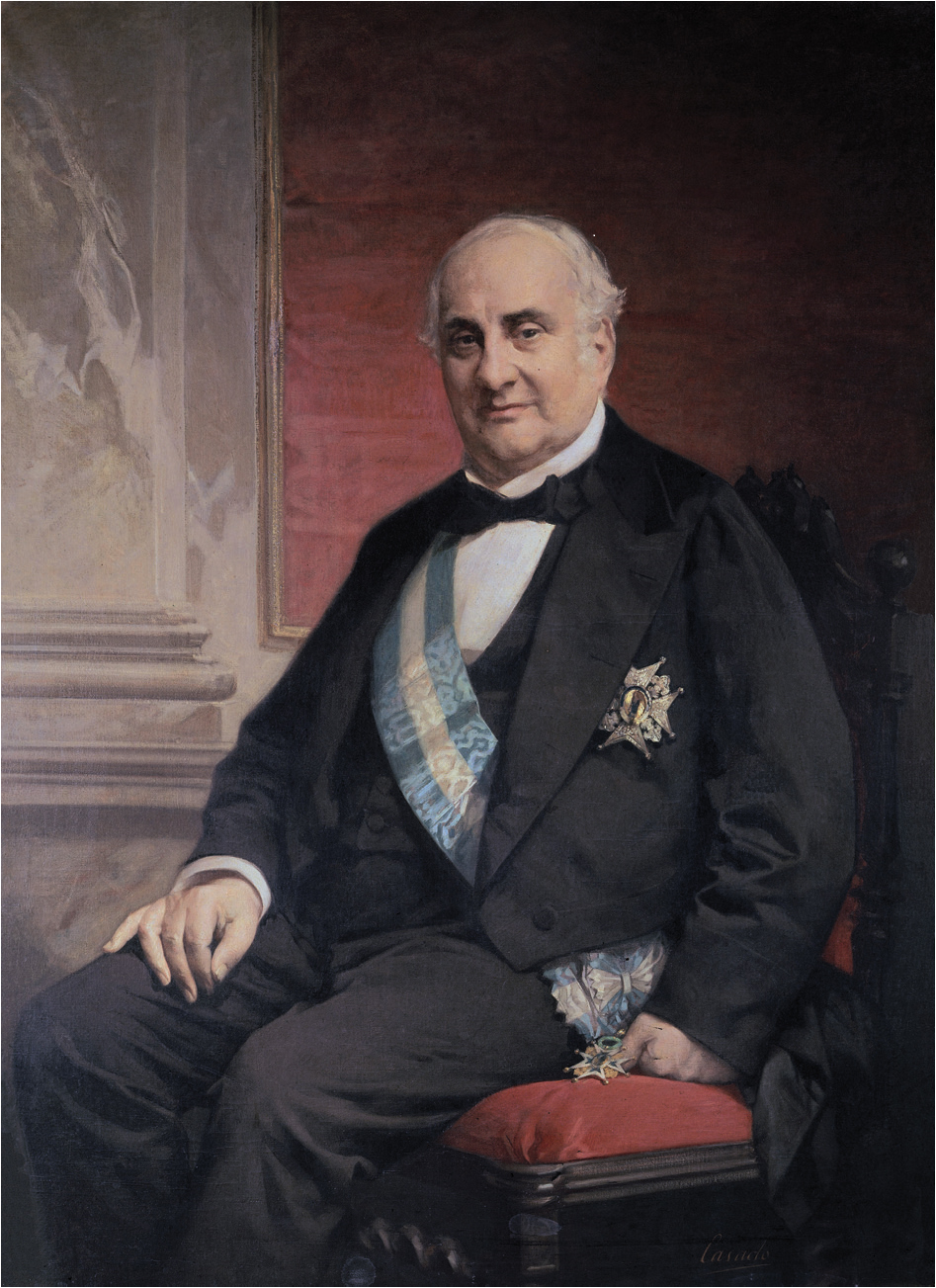
أليخاندرو مون، وزير المالية الإسباني في 1845.

غير الإصلاح الضريبي في إسبانيا 1845 (اعتمد في 1844) تغييراً كبيراً لنظام الضريبة في إسبانيا، وأرسى الشكل الأساسي لنظام استمر حتى يومنا هذا.

## الحالة
جرى في صيف 1843 انقلاباً عسكرياً بقيادة جنرالات الحزب المعتدل فرانسيسكو سيرانو ورامون ماريا ناربايز وخوان بريم بحيث أزالا الزعيم التقدمي بالدوميرو إسبارتيرو من منصب الوصاية وأنهوا ثلاث سنوات من حكم حزب التقدم. وأعلن البرلمان أن الملكة إيزابيلا الثانية قد بلغت سن الرشد ببلوغها الثالثة عشرة من عمرها، وأنهوا بذلك حكم الوصاية. وبدأ بعدها حقبة العشرية المعتدلة، وهي عشر سنوات من حكم المعتدلين.

## الإصلاح

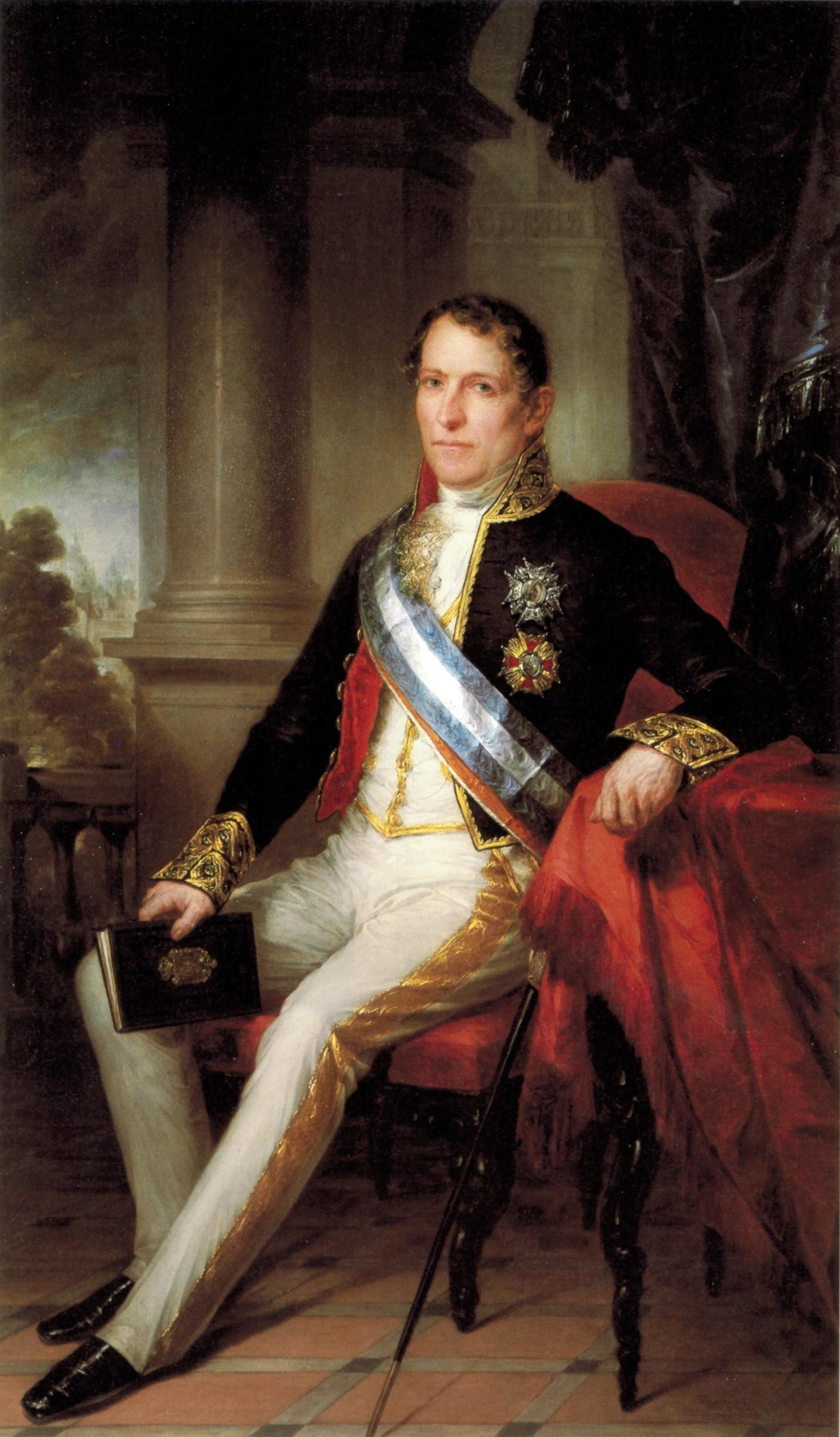
رامون دي سانتيلان أحد الشخصيات الرئيسية التي دفعت بالإصلاح الضريبي لسنة 1845.

قام المجلس التنفيذي الذي تولى السلطة برئاسة ناربايز في 1844 بإجراء إصلاح ضريبي. والذي اوكل مهمة الإصلاح إلى المفوض الهمام العبقري رامون دو سانتيلان، وقام بتنفيذ تلك الاقتراحات وزير المالية اليخاندرو مون. كسر نظام الإصلاح هذا ضرائب النظام القديم وأرسى الشكل الأساسي لنظام ضريبي في إسبانيا استمر حتى نهاية القرن 19، وإن استمر أغلبها كما هو إلى الوقت الحالي. وكان النظام الضريبي السابق منفصلا في مملكة أراغون السابقة وفي نافارا وفي إقليم الباسك وفي بقية إسبانيا. وشملت مجموعة كبيرة ومتنوعة من الضرائب ومعظمها يعود تاريخه إلى العصور الوسطى.
كان الإصلاح يسير موازيا إلى حد كبير مع الليبرالية الاقتصادية: الشرعية والكفاية والشمولية، وبنظام مالي واحد في جميع أنحاء البلاد للقضاء على الحواجز التي تعوق النمو الاقتصادي. وقد تم القضاء على حاجز الجمرك الداخلي إلى جانب الضرائب طويلة الأمد مثل الديزمو الكابالا و ضريبة الطعام. وبالمجمل كانت هناك حركة نقل من ضرائب غير مباشرة إلى ضرائب مباشرة. وشمل النظام الجديد خمس ضرائب رئيسية:
- ضرائب مباشرة:
  - توقع أن توفر الضرائب على العقارات والمحاصيل والماشية ما يقرب من 25 % من العائدات.
  - دعم للصناعة والتجارة، والتي قسمت إلى جزء ثابت ومتغير.
  - قانون الإيجار الذي يستمر ساريا لمدة سنة.
- ضرائب غير مباشرة:
  - ضرائب الاستهلاك على بعض السلع مثل المشروبات الكحولية وزيت الزيتون والصابون واللحوم والسلع التي تحتكرها الدولة [الإنجليزية] مثل السعوط والملح واليانصيب.
  - قانون الرهن العقاري الذي فرض ضرائب على نقل واستئجار وزيادة الإيجارات على العقارات.

وشكل الإصلاح أيضا تغيير في الرسوم الجمركية ( التعريفات).

## النتائج
حظيت إعانات الحكومة الصناعية والتجارية باحتجاجات قوية بسبب ارتفاع مستوى الاحتيال. ولم يكن الجهاز الإداري للحكومة الإسبانية مستعدا استعدادا قويا للنظام الجديد، ولذلك أوكل جمع الضرائب إلى حكومات البلديات والنقابات. كما تم احتجاج على ضرائب الاستهلاك: فقد اعتبرت أنها تقع بشكل غير متكافئ على الفقراء.
وقد وفر الإصلاح الضريبي الأساس لاسترداد الأموال المالية الإسبانية خلال حكم إيزابيلا الثاني، وأتاح برنامجا للأشغال العامة. ظل أساس النظام سليما حتى سنة 1900، عندما أدى تأثير فقدان مستعمرات إسبانيا في الحرب الإسبانية الأمريكية إلى مزيد من الإصلاح الضريبي من رايموندو فرنانديز فيلافيردي.